# Santa Maria de Seva
Santa Maria de Seva és una església amb elements romànics, barrocs i historicistes de Seva (Osona) inclosa a l'Inventari del Patrimoni Arquitectònic de Catalunya.

## Descripció
Santa Maria de Seva es troba al centre del nucli antic de la població de Seva. La construcció del segle xi, d'una nau i absis semicircular, sofrí múltiples intervencions, especialment en el segle xvii que es transforma tota la capçalera. Ens trobem amb un edifici barroc amb vestigis d'època romànica dels quals destaca el campanar de torre. En el mur de migjorn, clarament sobrealçat, es conserva el fris d'arcuacions de tipus llombard. L'any 1915 es va fer la portalada neoromànica.
El campanar es troba adossat a l'angle nord-est. És de planta quadrada i es divideix en sis pisos. En cadascun d'aquests nivells s'obren diverses finestres. En els tres nivells inferiors s'obren finestres d'esqueixada. En el quart pis trobem una finestra d'arc de mig punt en tres de les cares. En els dos darrers pisos trobem una finestra geminada, amb doble columna amb capitells esculpits amb motius geomètrics, a cadascun dels murs. El campanar de Seva es caracteritza per l'absència de d'arcuacions, bandes i frisos, tan habituals en el segle xi. La torre és rematada per merlets esglaonats moderns.